# Języki pozycyjne
Języki pozycyjne, amorficzne – języki w których każda część zdania ma swoje ustalone miejsce, które pozwala na zachowanie sensu wypowiedzi (np. język angielski). Języki pozycyjne to zwykle języki izolujące, i przeciwstawia się im języki fleksyjne. 
Języki pozycyjne posiadają zwykle przedimki lub inne morfemy, określające kategorię rzeczowników po nich następujących.  
Zmiana pozycji części zadania następuje w przypadku inwersji, czyli zamienności części zdania przy stawianiu pytań, czy zastosowaniu czasowników silnych jak np. can w języku angielskim.
Językami pozycyjnymi są na przykład angielski, francuski, chiński i paszto.